# Takamasa Sakai
Takamasa Sakai (Japans: 坂井貴祐, Sakai Takamasa) (Shibetsu, 10 juni 1977) is een Japans componist, musicoloog en dirigent.

## Levensloop
Sakai gradueerde aan de High school van zijn geboortestad. Hij studeerde aan de Tokyo Music & Media Arts Shobi (nu Shobi College of Music) in Tokio compositie bij Isao Matsushita (1951-) en Yu Nobuhara. Daarnaast studeerde hij Boeddhistische schriften en musicologie. Vanaf 2006 is hij bezig met research onder andere bij Tetsuya Oomura.
Hij is een heel succesrijke componist, die vooral voor harmonieorkesten schrijft. In 2000 werd de compositie Ceremonial March van hem als verplicht werk voor de wedstrijden van de Japan Band Directors Association (JBA) uitgekozen. Het werk werd in hetzelfde jaar met de Shitaya Award van de JBA bekroond. Ook in het buitenland worden zijn werken intussen op de concertprogrammas van de harmonieorkesten gezet. Hij is een veelgevraagd jurylid bij nationale en internationale wedstrijden.

## Composities

### Werken voor harmonieorkest
- 2000 Ceremonial March
- 2001 Prelude for a Festival
- 2003-2004 Jeanne d'Arc, lyrisch gedicht voor harmonieorkest 
  1. Scene of a Domrey village ~ The Battle
  2. Betrayal, Burn alive, Song in praise
- 2003 Odyssey - Festive Overture for Band
- 2004 Concert March "The Banquet of Light"
- 2004 Applause!
- 2005 Les fees d'eau
- 2005 Forgotten Empire
- 2005 Ettyu-Genso - fantastic Etchū, voor harmonieorkest
- 2005 "Luminance" City of Lights
- 2006 Metropolis
- 2007 Heliosphere
- 2007 "Light wind" - Spring Breeze
- 2008 Suite for Band
- 2009 Henry Forman flight

### Werken voor koor
- 2010 Sakura Sakura, voor gemengd koor a capella

### Kamermuziek
- 2001 Theater Music part 1, voor koperblazersoktet (drie trompetten, hoorn, drie trombones en tuba)
- 2002 Happy Birthday to you, voor klarinet en piano
- 2003 Hymn and Triumphal March from the opera "Aida", voor koperblazersseptet (drie trompetten, drie trombones en tuba)
- 2005 Metropolis, voor klarinetkwartet
- Eighth Sign of Chinese Zodiac, sonate voor viool en piano
- Miyabi Fantasy, voor fluit, viool, piano en harp
- Pentagram, voor saxofoon en instrumentaal-ensemble

### Werken voor slagwerk
- 2006 Play Tag, voor sleigh bell, hihat, suspended cymbal, 4 toms, wind chimes + xylofoon en conga + vibrafoon en bongo + marimba en timbales + pauken